# Fede Galizia

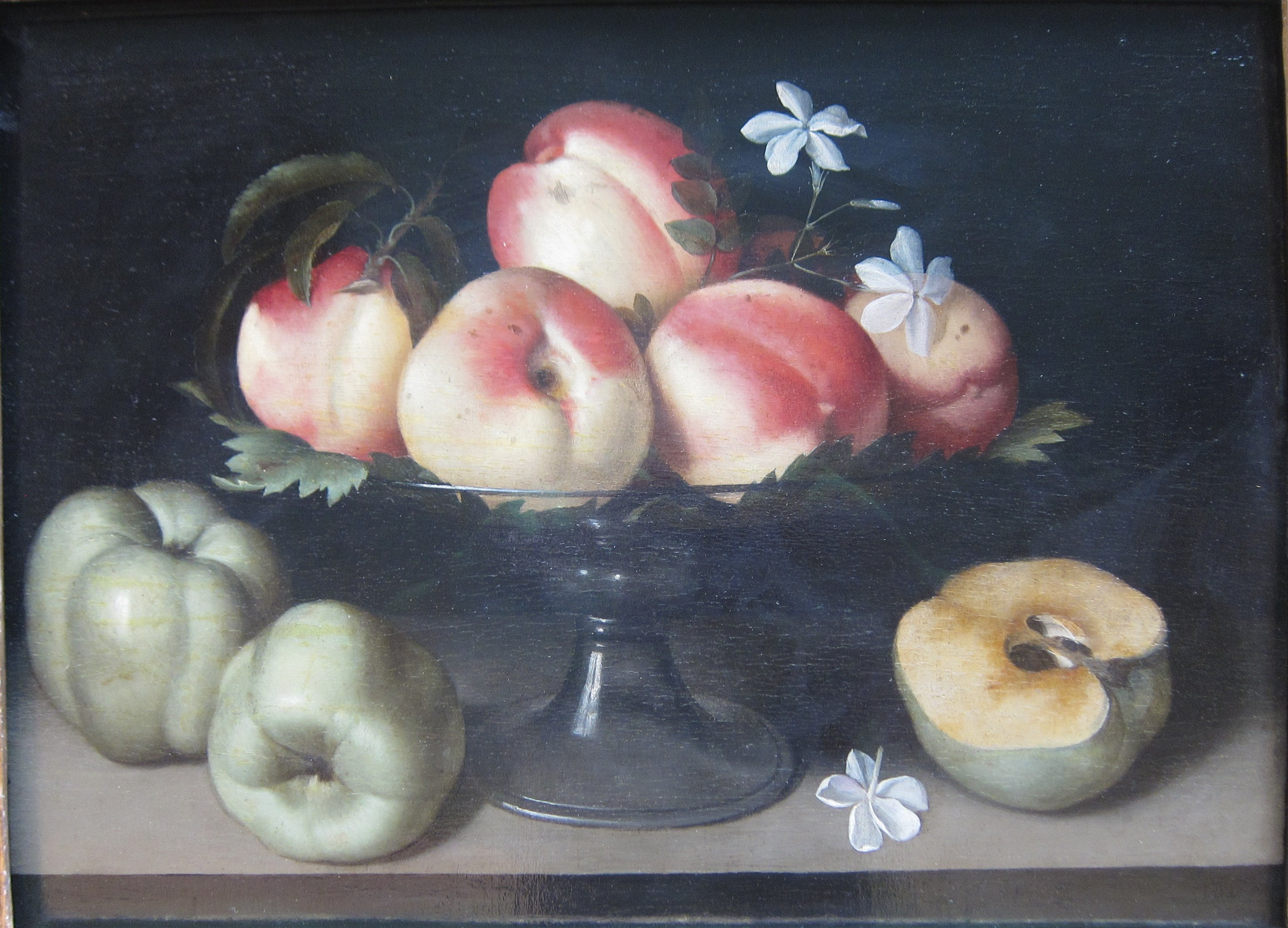
Natura morta, 1593

Fede Galizia (Milà 1578 - 1630) va ser una pintora italiana.

## Biografia
Era filla del pintor miniaturista Nunzio Galizia; als 12 anys ja va començar a pintar.
Entre les seves obres es compten molts retrats, escenes religioses i altars, però és més coneguda pels seus quadres de natura morta.
Morí, per la pesta, a Milà l'any 1630.

## Obres
- Noli me tangere, Pinacoteca di Brera, Milà.
- Cristo nel giardino, Museu Diocesà, Milà.
- Ritratto di Paolo Morigia, Pinacoteca Ambrosiana, Milà.
- Giuditta con la testa di Oloferne (1596), Ringling Museum of Art, Sarasota, Florida.
- Natura morta con mele e pesche, Metropolitan Museum of Art, Nova York.
- Pesca in un secchio che perde in terraglia bianca.
- Noli me tangere (1616) (tela d'altar), Basilica di Santo Stefano Maggiore, Milà.
- Natura morta con alzata di pere, tercer decenni del xvii, Museo civico Amedeo Lia, La Spezia.